# Luke Pryor

Luke Pryor

Luke Pryor (* 5. Juli 1820 in Huntsville, Alabama; † 5. August 1900 bei Athens, Alabama) war ein US-amerikanischer Politiker (Demokratische Partei), der den Bundesstaat Alabama in beiden Kammern des Kongresses vertrat.
Luke Pryors Eltern zogen 1824 mit ihm und seinem älteren Bruder John, der später ein erfolgreicher Trainer von Rennpferden in Mississippi wurde, innerhalb Alabamas in das Limestone County. Ihr Vater, der ebenfalls Luke Pryor hieß, war ein Sklavenhalter; laut einer Volkszählung lebten im Jahr 1850 39 Sklaven in seinem Haushalt. Der jüngere Luke Pryor trieb seine akademischen Studien voran, wurde zum Juristen ausgebildet und trat 1841 der Anwaltskammer bei, woraufhin er in Athens in seinem neuen Beruf zu praktizieren begann. Gleichzeitig betätigte er sich auch als Landwirt. Mit seiner Frau Isabella hatte er acht Kinder.
Politisch wurde Luke Pryor 1855 aktiv, als er in das Repräsentantenhaus von Alabama einzog, dem er bis 1856 angehörte. Danach konzentrierte er sich zunächst wieder auf seine juristische Tätigkeit. Am 7. Januar 1880 wurde er schließlich als Nachfolger des verstorbenen George S. Houston zum US-Senator ernannt. Dieses Mandat übte er allerdings nur bis zum 23. November desselben Jahres aus, als ihn der bei der Nachwahl siegreiche James L. Pugh ablöste. Pryor kehrte jedoch am 4. März 1883 in den Kongress zurück, wo er bis zum 3. März 1885 den achten Wahlbezirk von Alabama im Repräsentantenhaus vertrat. Während dieser Zeit war er unter anderem Vorsitzender des Committee on Territories. Nachdem er auf eine erneute Kandidatur verzichtet hatte, setzte er sich auf seiner Farm in der Nähe von Athens zur Ruhe, wo er im August 1900 starb.